# Hans Kellner (Politiker, 1912)
Hans Kellner (*  15. Juni 1912 in Münden; † 2. April 2008 in Berlin) war ein deutscher Verwaltungsjurist, Oberkreisdirektor und Regierungspräsident (SPD).

## Leben und Wirken
Kellner war seit 1930 Mitglied der SPD, studierte an der Georg-August-Universität Göttingen Rechtswissenschaften, wurde aber Ende November 1933 vom Studium ausgeschlossen und konnte dieses erst im Jahr 1936 abschließen. Er wurde aber vom nationalsozialistischen Staat an der weiteren juristischen Ausbildung wegen seiner an den Tag gelegten Haltung gegen den Nationalsozialismus gehindert. Kellner promovierte im Jahr 1938, arbeitete in der Wirtschaft und war Soldat im Zweiten Weltkrieg. Kellner geriet in sowjetische Kriegsgefangenschaft und kam 1948 aus der Sowjetunion zurück. Unmittelbar danach war er beim früheren Landkreis Münden tätig. Schon im Juli 1948 wählte ihn der Kreistag zum ersten Oberkreisdirektor des Landkreises Göttingen.

### Göttingen-Gesetz
Kellner war, neben seinem Parteifreund Klaus-Peter Bruns, Landrat des Landkreises Göttingen, sowie dem FDP-Politiker und Oberstadtdirektor von Göttingen, Erich Heinrich Biederbeck, maßgeblich am Zustandekommen des so genannten Göttingen-Gesetzes beteiligt; eine Weichenstellung, die die weitere Entwicklung der Stadt, vor allem die Ausbauplanung der universitären Einrichtungen, nachhaltig beeinflusste, und als wichtigste politische Nachkriegsentscheidung in der Stadtgeschichte angesehen wird. Das Gesetz sah u. a. die Eingliederung der Gemeinden Geismar, Grone, Weende und Nikolausberg in die Stadt vor, die vor allem bei den Sozialdemokraten in Grone und Weende auf heftigen Widerstand stieß. Der gefundene Kompromiss ging im Wesentlichen auf die Vorschläge und das persönliche Engagement von Kellner und Bruns zurück.

### Regierungspräsident
Am 16. Februar 1971 wurde Kellner zum neuen Regierungspräsidenten im Regierungsbezirk Hildesheim ernannt, Rudi Ronge wurde sein Nachfolger als Oberkreisdirektor. Im Jahr 1978 schied Kellner aus dem Amt, gleichzeitig wurde der Regierungsbezirk am 1. Februar 1978 aufgelöst.
Hans Kellner starb am 2. April 2008 im Alter von 95 Jahren.